# 金池駅
金池駅（クムジえき）は、大韓民国全北特別自治道南原市にある韓国鉄道公社（KORAIL）全羅線の駅である。

## 歴史
- 1933年10月15日：開業。
- 2007年6月1日：旅客取扱中止。

## 隣の駅
韓国鉄道公社
全羅線
南原駅 - (周生駅) - (甕井駅) - 金池駅 - 谷城駅